# Mesadorus undatus
Mesadorus undatus är en insektsart som beskrevs av Rauno E. Linnavuori 1955. Mesadorus undatus ingår i släktet Mesadorus och familjen dvärgstritar. Inga underarter finns listade i Catalogue of Life.